# Surf de neu als Jocs Olímpics d'hivern de 2014 - Migtub masculí
La prova de migtub masculina en la competició de surf de neu als Jocs Olímpics d'Hivern de 2014 es realitzà l'11 de febrer de 2014 a les instal·lacions del Rosa Khutor Extreme Park.

## Calendari
Els temps són UTC+04:00.
| Data         | Hora  | Prova        |
| ------------ | ----- | ------------ |
| 11 de febrer | 14:00 | Qualificació |
| 11 de febrer | 19:00 | Semifinals   |
| 11 de febrer | 21:30 | Final        |

## Medaller
| Prova  | Or                 | Argent       | Bronze       |
| Migtub | Iouri Podladchikov | Ayumu Hirano | Taku Hiraoka |

## Resultats

### Qualificació
| Posició | Mànega | Bib | Nom                | CON             | Ronda 1 | Ronda 2 | Millor resultat | Notes |
| ------- | ------ | --- | ------------------ | --------------- | ------- | ------- | --------------- | ----- |
| 1       | 1      | 2   | Ayumu Hirano       | Japó            | 92.25   | 64.75   | 92.25           | QF    |
| 2       | 1      | 6   | Christian Haller   | Suïssa          | 74.00   | 83.75   | 83.75           | QF    |
| 3       | 1      | 17  | David Hablützel    | Suïssa          | 48.75   | 81.00   | 81.00           | QF    |
| 4       | 1      | 1   | Arthur Longo       | França          | 79.25   | 20.75   | 79.25           | QS    |
| 5       | 1      | 19  | Tim-Kevin Ravnjak  | Eslovènia       | 68.75   | 76.50   | 76.50           | QS    |
| 6       | 1      | 18  | Shi Wancheng       | R.P. de la Xina | 76.00   | 15.50   | 76.00           | QS    |
| 7       | 1      | 5   | Greg Bretz         | Estats Units    | 71.75   | 52.50   | 71.75           | QS    |
| 8       | 1      | 13  | Seamus O'Connor    | Irlanda         | 66.25   | 71.50   | 71.50           | QS    |
| 9       | 1      | 4   | Johann Baisamy     | França          | 71.25   | 36.75   | 71.25           | QS    |
| 10      | 1      | 20  | Derek Livingston   | Canadà          | 34.25   | 70.25   | 70.25           |       |
| 11      | 1      | 16  | Lee Kwang-ki       | Corea del Sud   | 27.00   | 69.50   | 69.50           |       |
| 12      | 1      | 15  | Dimi de Jong       | Països Baixos   | 25.25   | 64.25   | 64.25           |       |
| 13      | 1      | 11  | Nikita Avtaneev    | Rússia          | 34.50   | 63.75   | 63.75           |       |
| 14      | 1      | 3   | Dolf van der Wal   | Països Baixos   | 25.50   | 62.50   | 62.50           |       |
| 15      | 1      | 12  | Pavel Kharitonov   | Rússia          | 58.75   | 54.50   | 58.75           |       |
| 16      | 1      | 10  | Ben Kilner         | Regne Unit      | 43.50   | 16.25   | 43.50           |       |
| 17      | 1      | 8   | Janne Korpi        | Finlàndia       | 28.00   | 41.00   | 41.00           |       |
| 18      | 1      | 9   | Sergei Tarasov     | Rússia          | 23.00   | 39.50   | 39.50           |       |
| 19      | 1      | 7   | Ryō Aono           | Japó            | 37.50   | 13.00   | 37.50           |       |
| 20      | 1      | 14  | Dominic Harington  | Regne Unit      | 12.75   | 37.25   | 37.25           |       |
| 1       | 2      | 25  | Shaun White        | Estats Units    | 95.75   | 70.75   | 95.75           | QF    |
| 2       | 2      | 28  | Taku Hiraoka       | Japó            | 92.25   | 63.50   | 92.25           | QF    |
| 3       | 2      | 39  | Danny Davis        | Estats Units    | 92.00   | A 73.75 | 92.00           | QF    |
| 4       | 2      | 27  | Zhang Yiwei        | R.P. de la Xina | 90.00   | 89.75   | 90.00           | QS    |
| 5       | 2      | 24  | Taylor Gold        | Estats Units    | 81.50   | 87.50   | 87.50           | QS    |
| 6       | 2      | 33  | Kent Callister     | Austràlia       | 87.00   | 25.5    | 87.00           | QS    |
| 7       | 2      | 29  | Nathan Johnstone   | Austràlia       | 86.00   | 27.50   | 86.00           | QS    |
| 8       | 2      | 26  | Iouri Podladchikov | Suïssa          | 15.00   | 82.00   | 82.00           | QS    |
| 9       | 2      | 23  | Jan Scherrer       | Suïssa          | 43.50   | 69.75   | 69.75           | QS    |
| 10      | 2      | 21  | Scott James        | Austràlia       | 68.50   | 15.00   | 68.50           |       |
| 11      | 2      | 38  | Johannes Hoepfl    | Alemanya        | 61.25   | 65.50   | 65.50           |       |
| 12      | 2      | 30  | Crispin Lipscomb   | Canadà          | 29.25   | 65.25   | 65.25           |       |
| 13      | 2      | 40  | Markus Malin       | Finlàndia       | 33.50   | 62.50   | 62.50           |       |
| 14      | 2      | 31  | Kim Ho-jun         | Corea del Sud   | 61.75   | 20.00   | 61.75           |       |
| 15      | 2      | 35  | Jan Kralj          | Eslovènia       | 59.75   | 27.75   | 59.75           |       |
| 16      | 2      | 37  | Michał Ligocki     | Polònia         | 4.50    | 55.00   | 55.00           |       |
| 17      | 2      | 22  | Ayumu Nedefuji     | Japó            | 54.50   | 28.75   | 54.50           |       |
| 18      | 2      | 36  | Ilkka-Eemeli Laari | Finlàndia       | 49.00   | 52.00   | 52.00           |       |
| 19      | 2      | 34  | Brad Martin        | Canadà          | 31.25   | 22.50   | 31.25           |       |
| –       | 2      | 32  | Peetu Piiroinen    | Finlàndia       | NQ      | NQ      | NQ              | NQ    |

QF – Qualificació directa a la final; QS – Qualificació per la semifinal; NQ – No qualificat

### Semifinal
| Posició | Mànega | Nom                | CON             | Ronda 1 | Ronda 2 | Millor resultat | Notes |
| ------- | ------ | ------------------ | --------------- | ------- | ------- | --------------- | ----- |
| 1       | 26     | Iouri Podladchikov | Suïssa          | 87.50   | 41.25   | 87.50           | Q     |
| 2       | 5      | Greg Bretz         | Estats Units    | 83.00   | 44.25   | 83.00           | Q     |
| 3       | 33     | Kent Callister     | Austràlia       | 49.25   | 79.50   | 79.50           | Q     |
| 4       | 27     | Zhang Yiwei        | R.P. de la Xina | 45.00   | 79.25   | 79.25           | Q     |
| 5       | 18     | Shi Wancheng       | R.P. de la Xina | 15.50   | 78.50   | 78.50           | Q     |
| 6       | 19     | Tim-Kevin Ravnjak  | Eslovènia       | 72.00   | 75.50   | 75.50           | Q     |
| 7       | 29     | Nathan Johnstone   | Austràlia       | 25.75   | 73.50   | 73.50           |       |
| 8       | 24     | Taylor Gold        | Estats Units    | 26.00   | 60.75   | 60.75           |       |
| 9       | 13     | Seamus O'Connor    | Irlanda         | 54.00   | 43.00   | 54.00           |       |
| 10      | 4      | Johann Baisamy     | França          | 18.50   | 37.00   | 37.00           |       |
| 11      | 1      | Arthur Longo       | França          | 12.00   | 31.75   | 31.75           |       |
| –       | 23     | Jan Scherrer       | Suïssa          | NQ      | NQ      | NQ              | NQ    |

### Final
| Posició | Dorsal | Nom                | CON             | Ronda 1 | Ronda 2 | Notes |
| ------- | ------ | ------------------ | --------------- | ------- | ------- | ----- |
| Or      | 26     | Iouri Podladchikov | Suïssa          | 86.50   | 94.75   | 94.75 |
| Argent  | 2      | Ayumu Hirano       | Japó            | 90.75   | 93.50   | 93.50 |
| Bronze  | 28     | Taku Hiraoka       | Japó            | 45.50   | 92.25   | 92.25 |
| 4       | 25     | Shaun White        | Estats Units    | 35.00   | 90.25   | 90.25 |
| 5       | 17     | David Hablützel    | Suïssa          | 80.75   | 88.50   | 88.50 |
| 6       | 27     | Zhang Yiwei        | R.P. de la Xina | 87.25   | 58.50   | 87.25 |
| 7       | 18     | Shi Wancheng       | R.P. de la Xina | 81.00   | 25.00   | 81.00 |
| 8       | 19     | Tim-Kevin Ravnjak  | Eslovènia       | 72.25   | 16.50   | 72.25 |
| 9       | 33     | Kent Callister     | Austràlia       | 40.00   | 68.50   | 68.50 |
| 10      | 39     | Danny Davis        | Estats Units    | 53.00   | 45.25   | 53.00 |
| 11      | 6      | Christian Haller   | Suïssa          | 46.25   | 51.50   | 51.50 |
| 12      | 5      | Greg Bretz         | Estats Units    | 21.75   | 26.50   | 26.50 |